# Есекс (Мериленд)
Есекс (енгл. Essex) насељено је место без административног статуса у америчкој савезној држави Мериленд.

## Демографија
По попису из 2010. године број становника је 39.262, што је 184 (0,5%) становника више него 2000. године.
| Група             | 2000.          | 2010.          |
| Белци             | 28.734 (73,5%) | 25.161 (64,1%) |
| Афроамериканци    | 8.200 (21,0%)  | 10.364 (26,4%) |
| Азијати           | 458 (1,2%)     | 705 (1,8%)     |
| Хиспаноамериканци | 884 (2,3%)     | 2.018 (5,1%)   |
| Укупно            | 39.078         | 39.262         |